# Блонда, Макс
Макс Блонда (фр. Max Blondat; 30 сентября 1872, Крен — 17 ноября 1925, Париж) — французский скульптор, работал в стилях ар-нуво (модерн) и ар-деко.

## Биография
Родился в семье ремесленника-бондаря. Вдохновлённый деревенским учителем, который признал его талант к рисованию и лепке, он поступил в 1886 году в ученики к местному скульптору-орнаменталисту. В 1889 году Блонда прибыл в Париж, где продолжил своё обучение. В 1890 году он впервые выставил на Салоне французских художников свою работу — гипсовый медальон. Какое-то время работал в мастерской скульптора Матюрена Моро. Свои ранние работы подписывал фамилией матери — Анри, которая казалась ему более благозвучной.
Начав самостоятельную карьеру, Блонда быстро стал коммерчески успешным скульптором, который охотно работал в самых разных материалах. Нередко, создав скульптурную композицию, он сначала не без успеха выставлял её, затем продавал в нескольких повторениях, часто слегка изменяя их под вкусы заказчика, а затем пускал своё произведение фактически в тираж, создавая с него уменьшенные копии, служившие чернильницами, часами, пепельницами и так далее. Блонда брался за практически любые заказы: дизайн керамики для Севрской фарфоровой мануфактуры, дизайн украшений для ювелирного дома Hermès, сотрудничество с литейными и часовыми заводами, дизайн столовых приборов и бытовых предметов, таких, как шкатулки, солонки, перечницы, и даже разработка дизайна металлических украшений для автомобилей. Среди материалов, в которых можно встретить произведения Блонда или их официальные повторения, — бронза, стекло, керамика, терракота, камень, драгоценные металлы. В 1906 году Блонда стал одним из основателей Французского общества декоративного искусства.
Одна из самых известных работ Блонда — фонтан «Юность», изображающий троих детей, наблюдающих за тремя лягушками. Варианты фонтана можно увидеть в таких городах, как Одесса (вариант с одной лягушкой, но сколько их было раньше — неизвестно), Дижон, Цюрих, Дюссельдорф и Денвер, штат Колорадо. Есть данные, что такие же фонтаны установлены в Буэнос-Айресе, небольшом мексиканском городке Накозари-де-Гарсиа (регион Сонора) и французском городке Марей-сюр-Мольдр в департаменте Ивелин. Уменьшенное повторение скульптуры использовалось при изготовлении различных декоративных предметов.
Во время Первой мировой войны художник был привлечён к созданию камуфляжа, затем (с 1917 по 1919 год) был ректором Школы изящных искусств в Дижоне, а после 1919 года начал заниматься созданием военных мемориалов. Военных мемориалов Блонда создал выполнил не менее девяти, причём среди них особенно выделялся масштабный памятник в Осере. За свою работу во время войны он был награждён Военным крестом 1914—1918 годов, а в 1925 году получил орден Почётного легиона степени офицера, но в том же году умер, оставив вдову с тремя несовершеннолетними детьми. Именем Блонда были названы улицы в пригороде Парижа Булонь-Бийанкуре, где он жил, а также в Осере.
Некоторые работа Блонда пострадали во время Второй мировой войны. Так, режимом Виши были отправлены на переплавку бронзовые детали памятника столетию школы Искусств и Ремёсел в Шалоне, так что в итоге от него остался только постамент, украшенный единственным бронзовым медальоном.

## Галерея

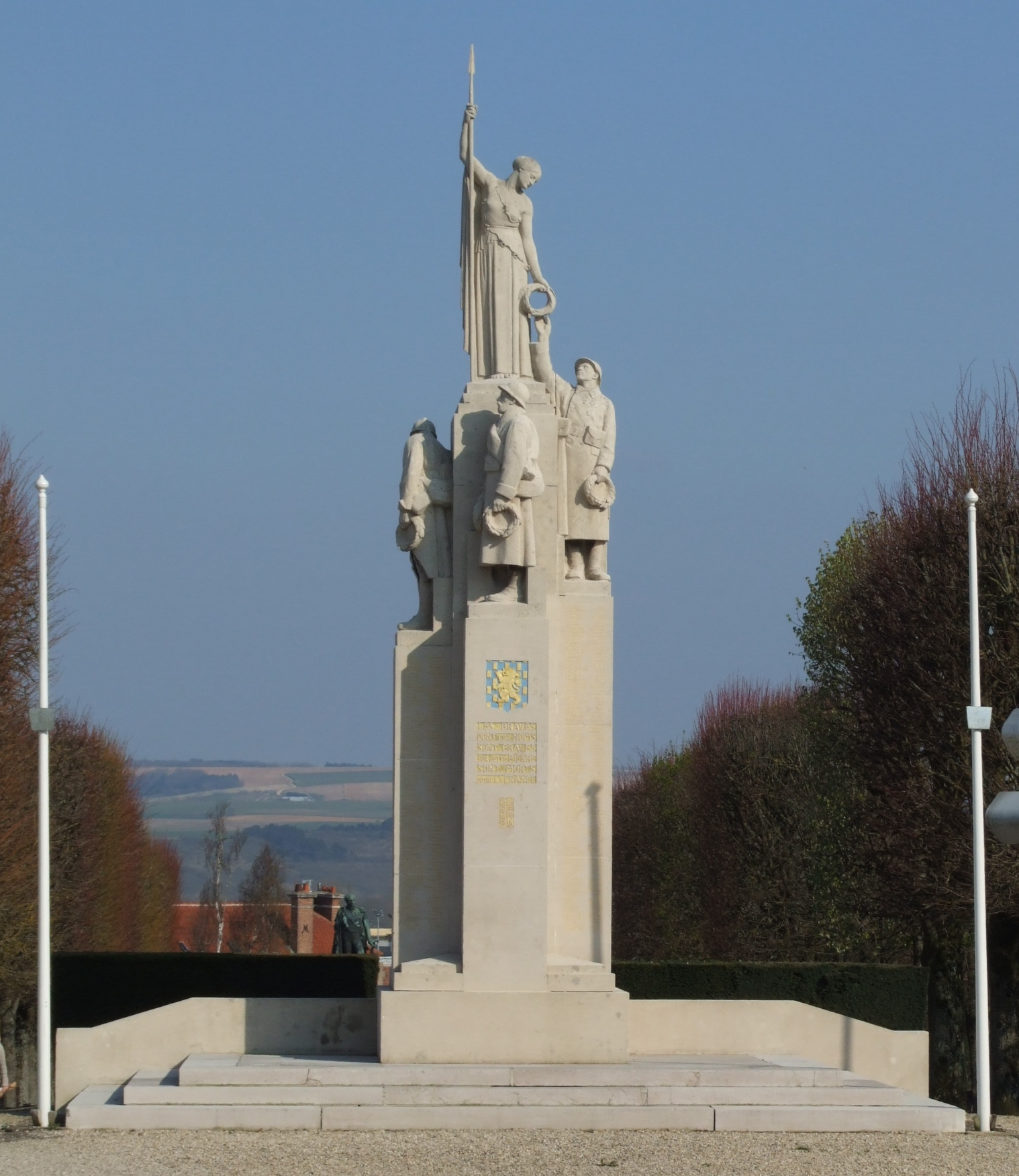
Военный мемориал Первой мировой войны в Осере
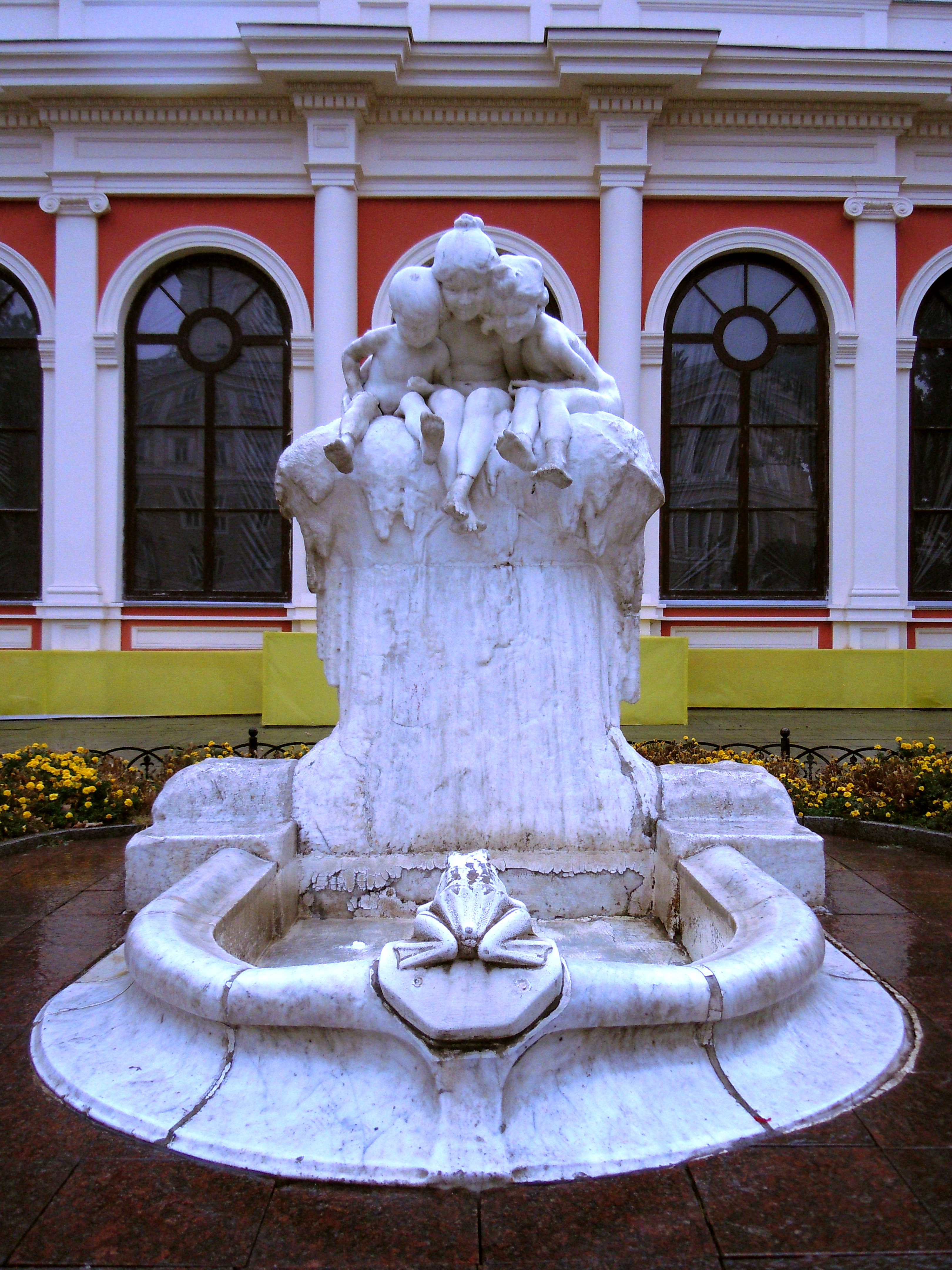
Фонтан «Юность» в Одессе
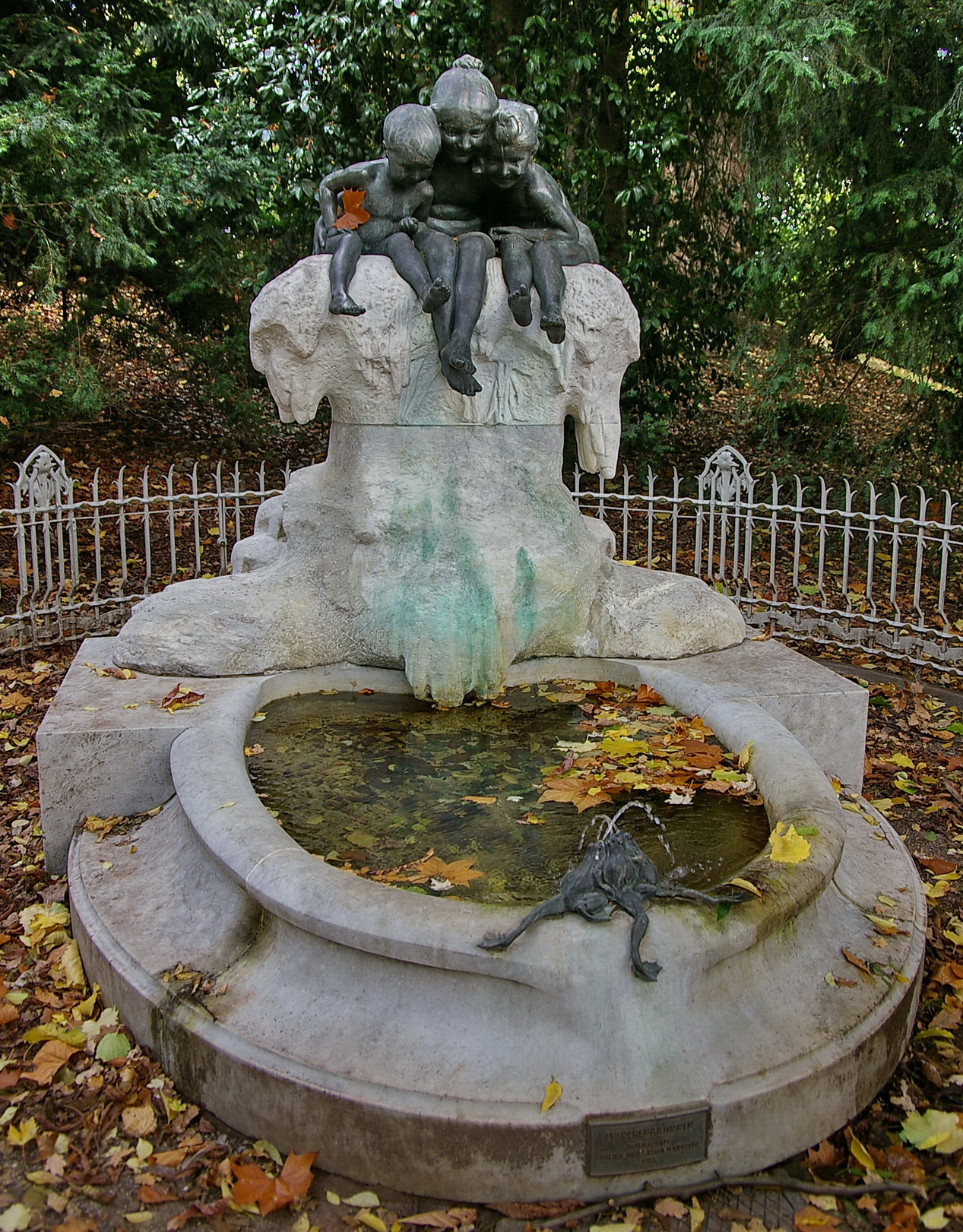
Фонтан «Юность» в Дюссельдорфе
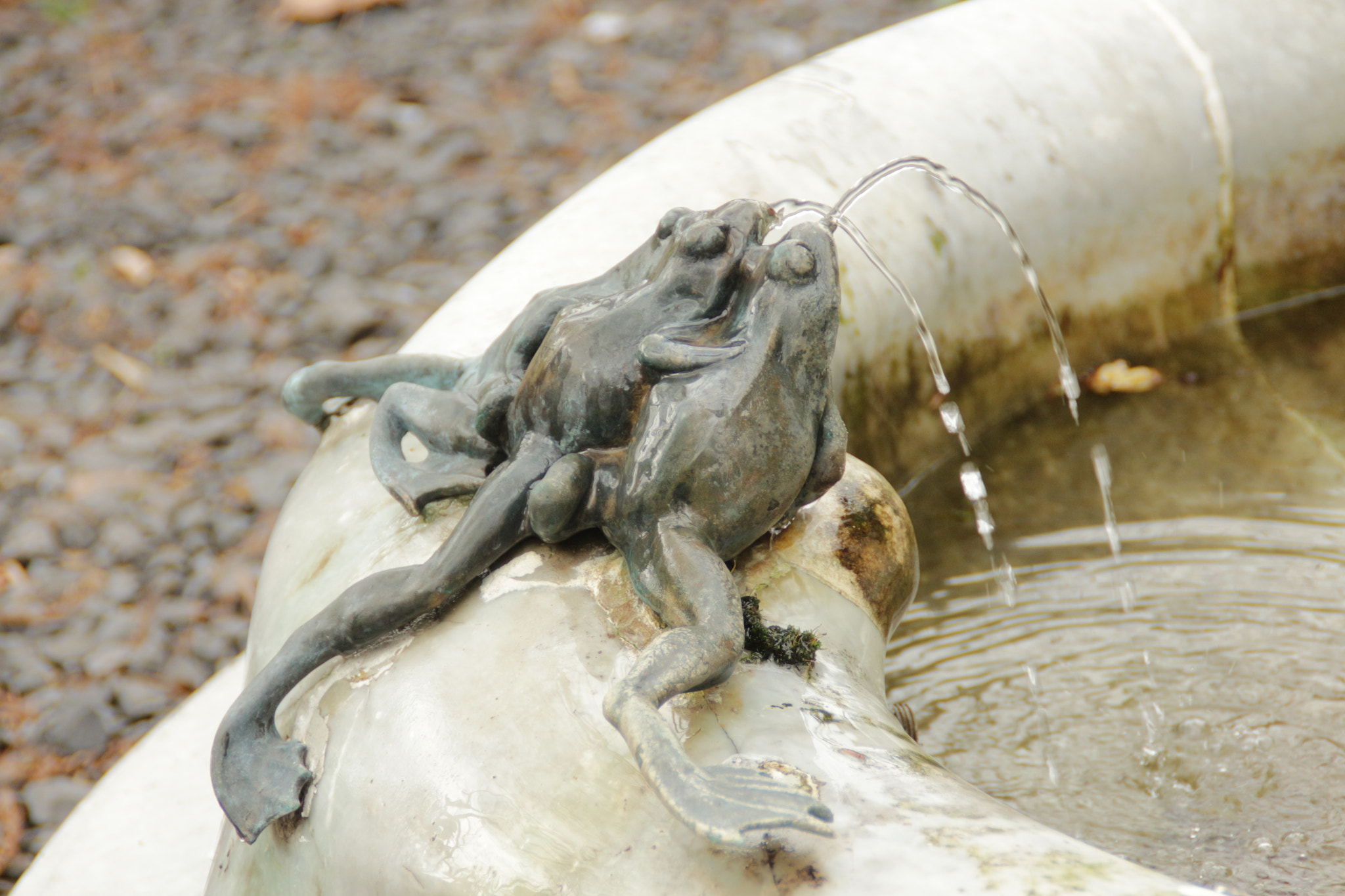
Лягушки на фонтане в Дюссельдорфе крупным планом
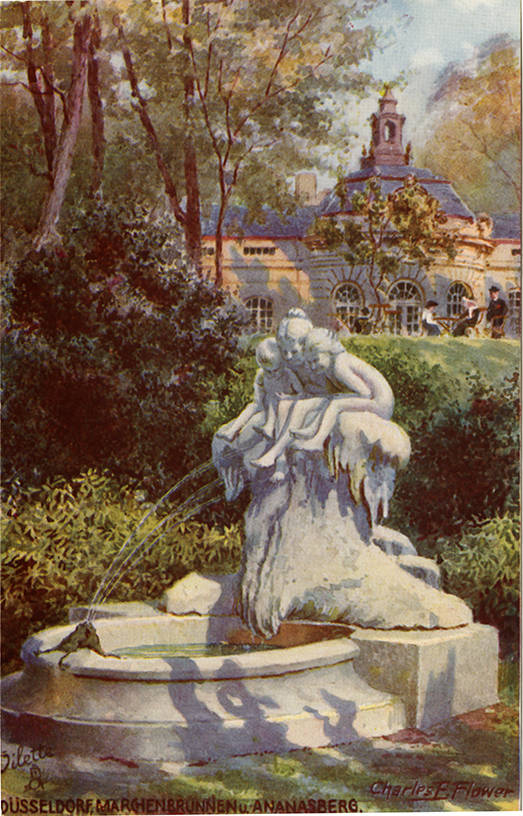
Дюссельдорфский фонтан на старинной открытке
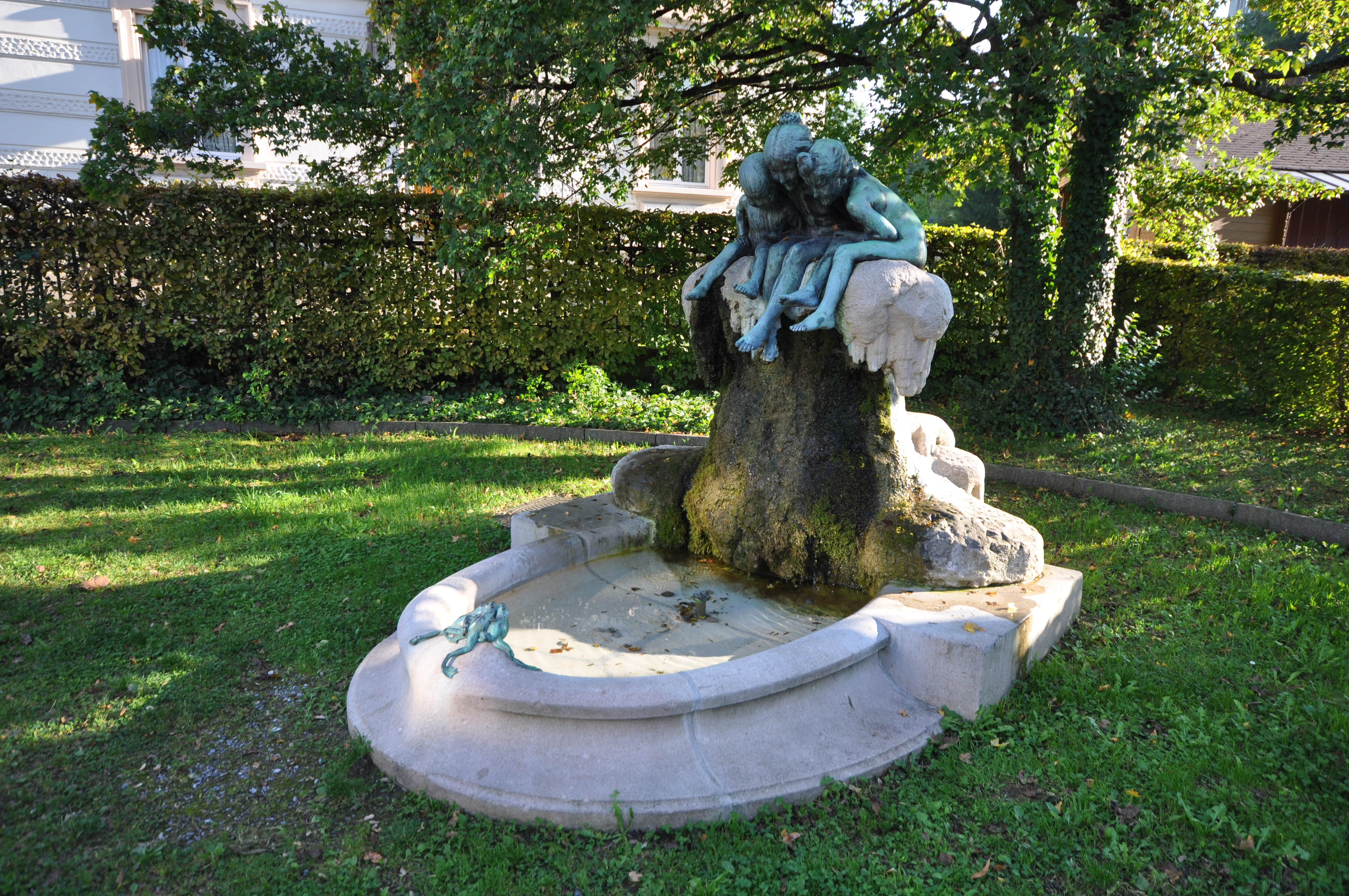
Фонтан «Юность» в Цюрихе
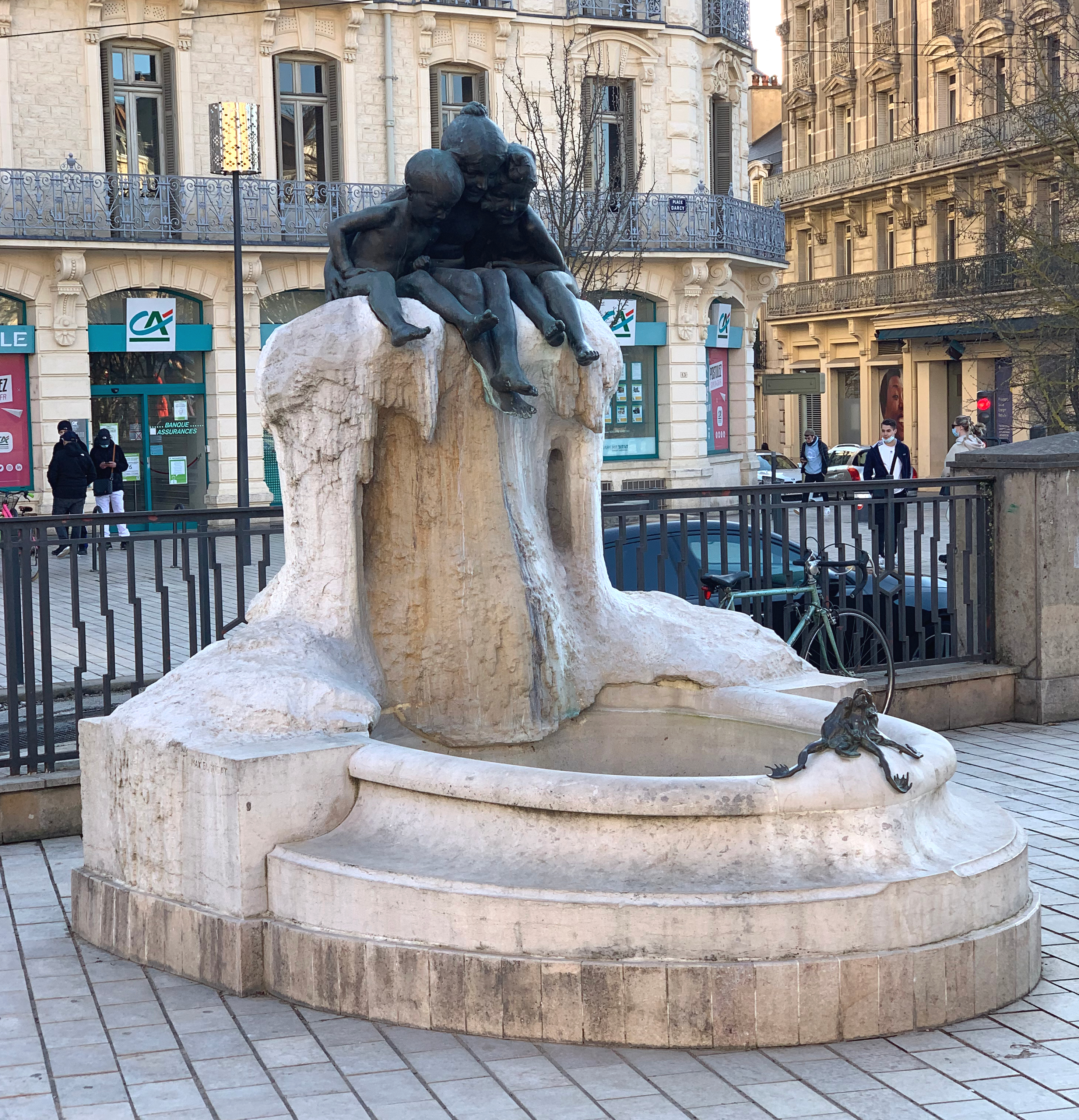
Фонтан «Юность» в Дижоне
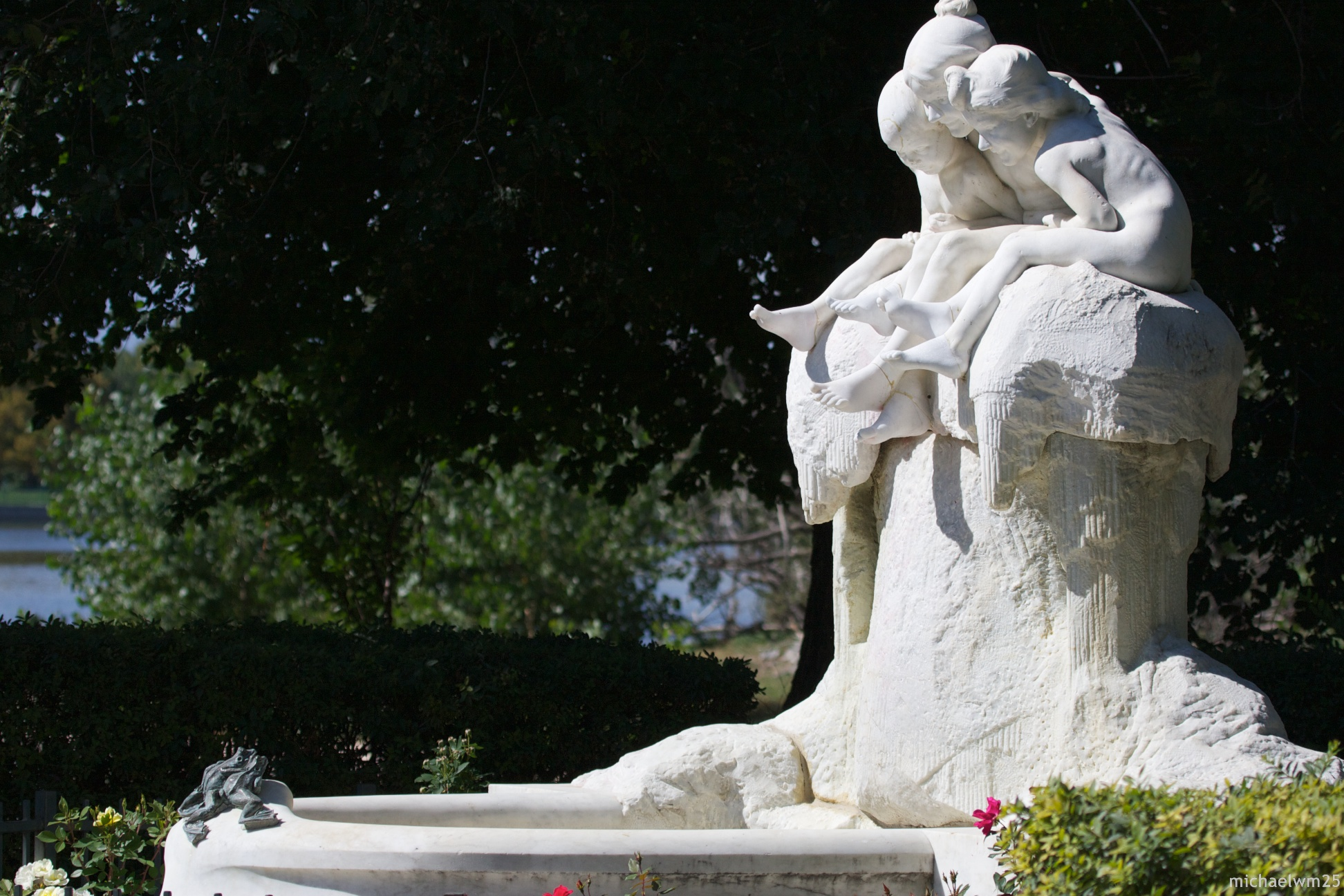
Фонтан «Юность» в Денвере